# Pinacoteca Arturo H. Medrano
La Pinacoteca Arturo H. Medrano es un museo de arte en Tegucigalpa, Honduras de pinturas de artistas hondureños desde los años 1920 hasta la era contemporánea. La pinacoteca tiene una colección de 700 obras de arte que además de pinturas también incluyen algunas esculturas, dibujos y fotografías.
El museo abrió sus puertas al público el 3 de junio de 1993 aunque su colección se remonta a 1920 cuando se adquirió su primera obra de arte, "Las campesinas" de Pablo Zelaya Sierra. La pinacoteca es considerada uno de los repositorios más completos del arte hondureño.

## Historia
El museo fue fundado y abierto al público el 3 de junio de 1993 en la antigua sede del Banco Central de Honduras en el centro de Tegucigalpa. Aunque el museo no se abrió al público hasta 1993, la entidad se remonta a 1920 cuando el Banco Central adquirió su primera pieza en 1920. Hasta 1993, la colección de pinturas se había mantenido como una colección privada del banco.
Cuando se inauguró la nueva sede del Banco Central en el bulevar Fuerzas Armadas en el 2016, el museo se mudó al nuevo edificio. El antiguo espacio en el centro de la ciudad fue puesto a la venta por el banco en el 2014.
El museo lleva el nombre de Arturo H. Medrano, un abogado y el primer presidente de la Sociedad de Abogados de Honduras.

## Colección
El museo tiene una colección de aproximadamente 700 obras de arte compuesta principalmente de pinturas pero también de algunas esculturas, dibujos y fotografías. Su colección se especializa en el arte hondureño desde los años 1920 hasta la era contemporánea. La primera obra fue adquirida por la pinacoteca en 1920, el óleo "Las campesinas" del artista Pablo Zelaya Sierra. Otros artistas con sus obras en exhibición en el museo incluyen Arturo Luna, Carlos Zúñiga Figueroa, Confucio Montes de Oca, Horacio Reina, José Antonio Velásquez, Maximiliano Ramírez Euceda y Moisés Becerra.
Periódicamente el museo monta exposiciones temporales en oficinas sucursales del Banco Central de Honduras en Choluteca, La Ceiba y San Pedro Sula.